# Breaslă
Breslele sunt asociații profesionale de meșteșugari aparținând unei meserii, apărute în Evul Mediu pentru a proteja interesele comune și care au existat până la sfârșitul secolului al XIX-lea, iar în anumite regiuni (de exemplu în Elveția) până în prezent.
Breslele au format un sistem social și economic pentru a reglementa aprovizionarea cu materii prime, cifrele ocupării forței de muncă, salarii, prețuri, volume de vânzări și chiar provizioanele văduvelor. Breslele cuprindeau uneori mai multe grupuri profesionale. Conform tradiției medievale, semnul lor extern erau blazoanele, semnele breslei și îmbrăcămintea, în funcție de ordinul breslei.
Breslele au prescris metode de producție membrilor lor pentru a asigura calitatea. În acest fel, au evitat apariția supraproducției, iar pe de altă parte, au împiedicat introducerea unor tehnici de producție noi, mai productive, posibil mai puțin periculoase pentru sănătate. Acestea le-au garantat membrilor un venit potrivit, adică venituri „corecte”. Prin eliminarea concurenței de prețuri, consumatorilor li s-a garantat un raport preț-performanță stabil - deși la un nivel ridicat de preț.

## Denumire
Începând cu Evul Mediu și până la industrializare în secolul al XIX-lea, asocierea meșterilor a fost denumită breslă, gaff, birou (nordul Germaniei), uniune, breslă (saxonă) sau mânăstire, pe lângă termenul breslă care este obișnuit astăzi . In prezent, acordul de limbă științifică din Germania numește asociația meșterilor meșteșugari ca o breaslă și asociația comercianților din Evul Mediu și timpurile moderne timpurii ca o breaslă, în timp ce în Anglia ambele sunt denumite bresle.

## Istorie

### Imperiul Roman
Precursorii breslelor urbane existau încă din Imperiul Roman; au servit în principal înregistrarea fiscală a membrilor lor, care apoi s-au mutat adesea în țară. Expresia latină pentru aceste asociații a fost collegium, de exemplu meșterii, comercianții, armatorii, brutarii etc. 

### Evul Mediu
Începuturile breslei în Europa Centrală, de Vest și de Nord-Vest pot fi găsite în Evul Mediu timpuriu, când s-au înființat numeroase orașe noi (faza de înființare a orașului) și ramurile de artizanat din orașe au devenit extrem de specializate.

#### Imperiul roman de națiune germană
Breasla pescarilor și a barcagiilor din Frankfurt din anul 945 d.Hr. este cea mai veche breslă documentată. În 1010 a fost fondată breasla de pescuit din Würzburg, care își sărbătorește existența în fiecare an pe 6 ianuarie. 
În majoritatea orașelor germane, puterea era inițial numai în mâinile nobilimii urbane și a ministerelor mănăstirilor, episcopilor și înaltei nobilimi. Mai târziu, comercianții la distanță au putut, de asemenea, să lupte pentru anumite drepturi și influență politică. Asocierea meșterilor în bresle, adică organizarea lor în oraș, a fost adesea sever restricționată sau chiar interzisă în acest timp. O fuziune a unui grup de oameni sau o „conspirație” așa cum se numea în acea vreme însemna aproape întotdeauna influență politică într-un oraș medieval. Înființarea breslelor a fost asociată cu așa-numita „revoluție a breslei” sau cu o revoltă politică în unele orașe. Cu toate acestea, cetățenilor breslei li s-a acordat adesea o autonomie extinsă încă de la început pentru a face înființarea de noi orașe atrăgătoare pentru comercianți și meșteri (de ex. Freiburg im Breisgau în 1120).
În anumite orașe din Sfântul Imperiu Roman, meșterii organizați în bresle au reușit chiar să cucerească total sau parțial puterea politică. În orașele imperiale, uneori erau în vigoare constituțiile de bresle, care garantau dominarea breslelor în consiliu, care, totuși, nu poate fi echivalată cu o democrație în sensul modern. Alegerile au avut loc anual la Pfullendorf. Această constituție a servit drept model pentru multe orașe și a fost valabilă în Pfullendorf din 1383 până în 1803. Zürich a avut și o „constituție de breaslă” până în 1798.
Cu toate acestea, la sfârșitul Evului Mediu și la începutul perioadei moderne, majoritatea republicilor de bresle au dispărut din nou sub presiunea suveranilor, iar influența politică a breslelor a fost limitată sau redusă în întregime la dreptul comercial. În jurul anului 1550 „regula breslei” a fost abolită în toate orașele imperiale de către împăratul Carol Quintul. După aceea, structurile de putere patriciene au predominat din nou până la sfârșitul Sfântului Imperiu Roman.
Împotriva puterii stăpânilor din bresle, calfele și-au format propriile asociații de calfă din Evul Mediu târziu.
Meșterii care nu erau organizați în bresle aparțineau în unele locuri așa-numitului Meinheit⁠(de)[traduceți]. Spre deosebire de calfele aflate în perioada de călătorie (Wanderjahre⁠(de)[traduceți]), de servitori (Knecht⁠(de)[traduceți]) și de zilierii fără restricții (Tagelöhner⁠(de)[traduceți]), aceștia aveau adesea drepturi civile în cetatea de reședință.
În Sfântul Imperiu Roman de Națiune Germană, în secolul al XVIII-lea, breslele trebuiau să fie formate din cel puțin trei meșteri pentru a facilita votul. Cu toate acestea, dacă membrii demisionau, breasla putea continua să existe printr-o singură persoană. La acea vreme, o întrebare care era adesea dezbătută era dacă apartenența la două bresle era posibilă simultan. Acest lucru a fost posibil atâta vreme cât era vorba de același meșteșug, „ca exemplu, un sapunar (Seiffensieder, "fierbător de săpun") în Halle și în Naumburg”. Aceeași persoană nu putea însă să aparțină de două bresle reprezentând meșteșuguri diferite. Principiul a fost: „Mai multe meșteșuguri strică un meșter”. 
Viața fiecărui membru al grupului era determinată decisiv de breaslă. Un meșter membru de breaslă putea să-și continue activitatea doar cu această implicare. Șefii de bresle (Amtsmeister), ca grup și parte din asministrația orașului, reglementa munca și gestionarea individului, calitatea produselor sale, îi controla viața morală, îl proteja când ajungea la ananghie, și se ruga pentru mântuirea membrilor de breaslă decedați.
Dezvoltarea meșteșugului de la sfârșitul Evului Mediu până în secolul al XIX-lea este descrisă în mod constant ca un declin continuu a breslelor, sub care a fost trasată o linie eliberatoare odată cu introducerea libertății comerciale. Această evaluare a fost adesea clarificată de degenerarea obiceiurilor și a structurilor sociale învechite. Cercetări mai recente  au examinat, de asemenea, contextul economic al acestui declin. În afară de fluctuațiile economice, veniturile reale ale meșterilor au scăzut considerabil. Cauzele au fost separarea producției și comerțului (apariția formei de Verlagssystem⁠(de)[traduceți], prin care unii negustori angrosiști puneau materialele necesare la dispoziția unor lucrători, de regulă recrutați din rândurilețărănimii, și preluau la un preț fix produsele finite), introducerea formelor de producție pe scară largă (manufacturile și producția în serie), concurența unor tipuri noi de bunuri, parțial importate, și dezvoltarea unor rețele extinse în cadrul piețelor de producție și desfacere prin noi drumuri și mijloace transport.
Dacă sfârșitul breslelor trebuie înțeles ca un proces de declin, sau dacă conținea și elemente de reorientare proto-industrială, cu alte cuvinte, dacă această abandonare a „solidarității verticale” a breslei respective reprezintă o pregătire sau chiar efectuare complete a trecerii la o „solidaritate orizontală” a întregii mișcări muncitorești, este încă subiectul unei controverse științifice.

### Efectul Revoluției Franceze și a lui Napoleon
Obligativitatea apartenenței la o ghildă și, astfel, puterea economică a breslelor au fost sever restricționate sau complet abolite după Revoluția Franceză în zonele dominate de Napoleon, inclusiv în țările vorbitoare de limbă germană. Probabil restaurată în locuri de după războaiele de eliberare, discuția despre libertatea comerțului nu a mai fost întreruptă și cel târziu în 1871 a fost introdusă peste tot în Imperiul German.
În Elveția, breslele și-au pierdut temporar puterea odată cu Revoluția Helvetică din 1798, pe care au redobândit-o parțial prin mediere în 1803. În majoritatea cantoanelor elvețiene, privilegiile breslelor au fost abolite în jurul anului 1830, cu egalitatea forțată politică și economică din mediul rural și a populațiilor urbane, menținându-se însă la Basel până în anii 1870.
Breslele au fost desființate în diferitele zone germane prin introducerea libertății comerciale în cursul secolului al XIX-lea. Succesorii lor în epoca modernă sunt asociațiile meșteșugărești. În unele locuri, breslele există încă sub forma asociațiilor de meșteșugari, ca asociații folclorice sau sociale, ca de exemplu în Zürich.